# Plectorhinchus unicolor
Plectorhinchus unicolor es una especie de peces de la familia Haemulidae en el orden de los Perciformes.

## Morfología
• Los machos pueden llegar alcanzar los 80 cm de longitud total.

## Distribución geográfica
Se encuentra desde Papúa Nueva Guinea hasta Australia (Queensland y la Gran Barrera de Coral ).